# UFC 219
UFC 219: Cyborg vs. Holm foi um evento de artes marciais mistas (MMA) produzido pelo Ultimate Fighting Championship, realizado no dia 30 de dezembro de 2017, na T-Mobile Arena, em Paradise, Nevada, parte da Área Metropolitana de Las Vegas.

## Background
Uma luta pelo Cinturão Peso-Pena-Feminino do UFC, entre a atual campeã Cris Cyborg (que também é ex-Campeã Peso Pena Feminino do Strikeforce e ex-Campeã Peso Pena do Invicta FC), e a ex-Campeã Peso-Galo-Feminino do UFC,
Holly Holm, irá liderar este evento.
O ex-Campeão Peso Galo do WEC e duas vezes Campeão Peso Galo do UFC, Dominick Cruz, enfrentaria Jimmie Rivera no evento. Entretanto, Cruz foi retirado do card em 8 de novembro, depois de quebrar o braço. Em 21 de novembro, John Lineker foi garantido como oponente de substituição para lutar contra Rivera. Em 24 de dezembro, Lineker saiu da luta devido a uma infecção dentária, que exigia cirurgia de emergência. Depois que um confronto contra o ex-Campeão Peso Galo do WSOF, Marlon Moraes, não se materializou, Rivera foi retirado do evento.
Gökhan Saki enfrentaria Khalil Rountree no evento. No entanto, Saki foi removido do card em 28 de novembro, após sofrer uma lesão no joelho. Posteriormente, o novato na promoção, Michał Oleksiejczuk, foi garantido como o substituto.
Uma luta no peso-meio-médio entre o vencedor do The Ultimate Fighter: American Top Team vs. Blackzilians, também no meio-médio, Kamaru Usman, e Emil Weber Meek, aconteceria neste evento. No entanto, devido a um suposto problema no visto de Meek, o combate foi adiado e reprogramado para ocorrer três semanas depois, no UFC 220.
Uma luta no peso-meio-médio entre Abdul Razak Alhassan e Sabah Homasi foi originalmente agendado para este evento, mas depois mudou-se para o UFC 220. O confronto aconteceu anteriormente no UFC 218, quando Alhassan ganhou através de um polêmico nocaute técnico.

## Card oficial
Nota 1 Pelo Cinturão Peso-Pena-Feminino do UFC.

## Bônus da noite
Os lutadores receberam $50.000 de bônus
- Luta da Noite:  Cristiane Justino vs.  Holly Holm
- Performance da Noite:  Khabib Nurmagomedov e  Tim Elliott